# Тукан жовтобровий
Тукан жовтобровий (Aulacorhynchus huallagae) — вид дятлоподібних птахів родини туканових (Ramphastidae).

## Поширення
Ендемік Перу. Трапляється лише у трьох ізольованих місцевостях на межі регіонів Ла-Лібертад, Сан-Мартін та Амазонас на півночі країни. Мешкає у гірських вологих лісах.

## Опис
Птах середнього розміру, завдовжки від 37 до 44 см, вагою — від 250 до 278 г. Його оперення переважно зелене, з червоним крупом і світло-блакитною смугою, що межує з нижньою частиною грудей. Він відрізняється від інших представників свого роду тим, що має нижню основу хвоста та перианальну зону насиченого жовтого кольору, а за оком проходить жовта смужка. Горло біле, а кінчик хвоста червонувато-коричневий. Дзьоб блакитно-сірого кольору з білою лінією, що оточує основу.

## Спосіб життя
Харчується плодами і насінням. Також споживає комах, інших безхребетних і деяких дрібних хребетних.